# Бенешова, Ивета
Ивета Бенешова (чеш. Iveta Benešová; родилась 1 февраля 1983 года в Мосте, Чехословакия) — чешская теннисистка; победительница одного турнира Большого шлема в миксте (Уимблдон-2011); победительница 16 турниров WTA (из них два — в одиночном разряде); двукратная обладательница Кубка Федерации (2011-12) в составе национальной сборной Чехии.

## Общая информация
Ивета — одна из двух дочерей Властимила Бенеша и Ирены Бенешовой. Сестру спортсменки зовут Ирена.
14 сентября 2012 года Ивета вышла замуж за своего партнёра по играм в смешанном парном разряде — австрийца Юргена Мельцера. Пара развелась в 2015 году.
Уроженка Моста начала играть в теннис в 7 лет, когда отец привел её в секцию.
Ивета владеет чешским и английским языками.

### Игровой стиль
Бенешова — левша с двуручным ударом справа. Она играет преимущественно кручеными ударами с верхним вращением (топ-спинами) и предпочитает долгие розыгрыши на задней линии. Ивета не обладает мощным завершающим ударом, но с обеих сторон играет стабильно, а бэкхенд даже острее форхэнда. Подача Бенешовой не очень мощная с сильным вращением.
Любимым покрытием Иветы является грунт и хард. Любимый удар — бэкхенд.

## Спортивная карьера

### Первые годы
Бенешова провела вполне успешную юниорскую карьеру, хотя и не добившись почти никаких значимых результатов на крупных турнирах она тем не менее достигла 24-й строчки в одиночном рейтинге и 48-й — в парном.
С 1998 года Ивета начинает соревноваться во взрослом туре. Первые годы чешка не очень много и не очень результативно играла профессиональные соревнования, но к 2001 году начался постепенный прогресс: Бенешова стала показывать более стабильные результаты, обыгрывая всё более сильных соперниц. Год впервые завершён в Top200.

### 2002—2004
В 2002 году на Roland Garros Ивета впервые пробилась в основную сетку турнира Большого Шлема и даже преодолела один круг, но во втором уступила в упорной борьбе хозяйке кортов Натали Деши 6:4 1:6 4:6. В конце года Ивета входит в первую сотню одиночного рейтинга.
Следующий сезона Бенешова проводит не столь успешно покинув топ-100, но зато в 2004-м произошёл прорыв: на турнире третьей категории в мексиканском Акапулько Ивета завоёвывает свой первый титул WTA, обыграв в решающем матче итальянку Флавию Пеннетту 7:6 6:4. Далее последовал третий круг супертурнира в Индиан-Уэллсе, финал в португальском Оэйраше (там она уступила Эмили Луа из Франции) и полуфинал в Будапеште.
Благодаря эти успехам, Бенешова поднимается в топ-50, а после финала в Форест-Хилс даже становится 34-й, в итоге закончив год на 36-м месте рейтинга.

### 2005—2007
В 2005 году произошёл небольшой спад и, имея в активе лишь два полуфинала, Ивета покинула первую полусотню.
2006 год Бенешова начала с финала в австралийском Хобарте, где не смогла оказать сопротивление Михаэлле Крайчек из Голландии 2:6 1:6.

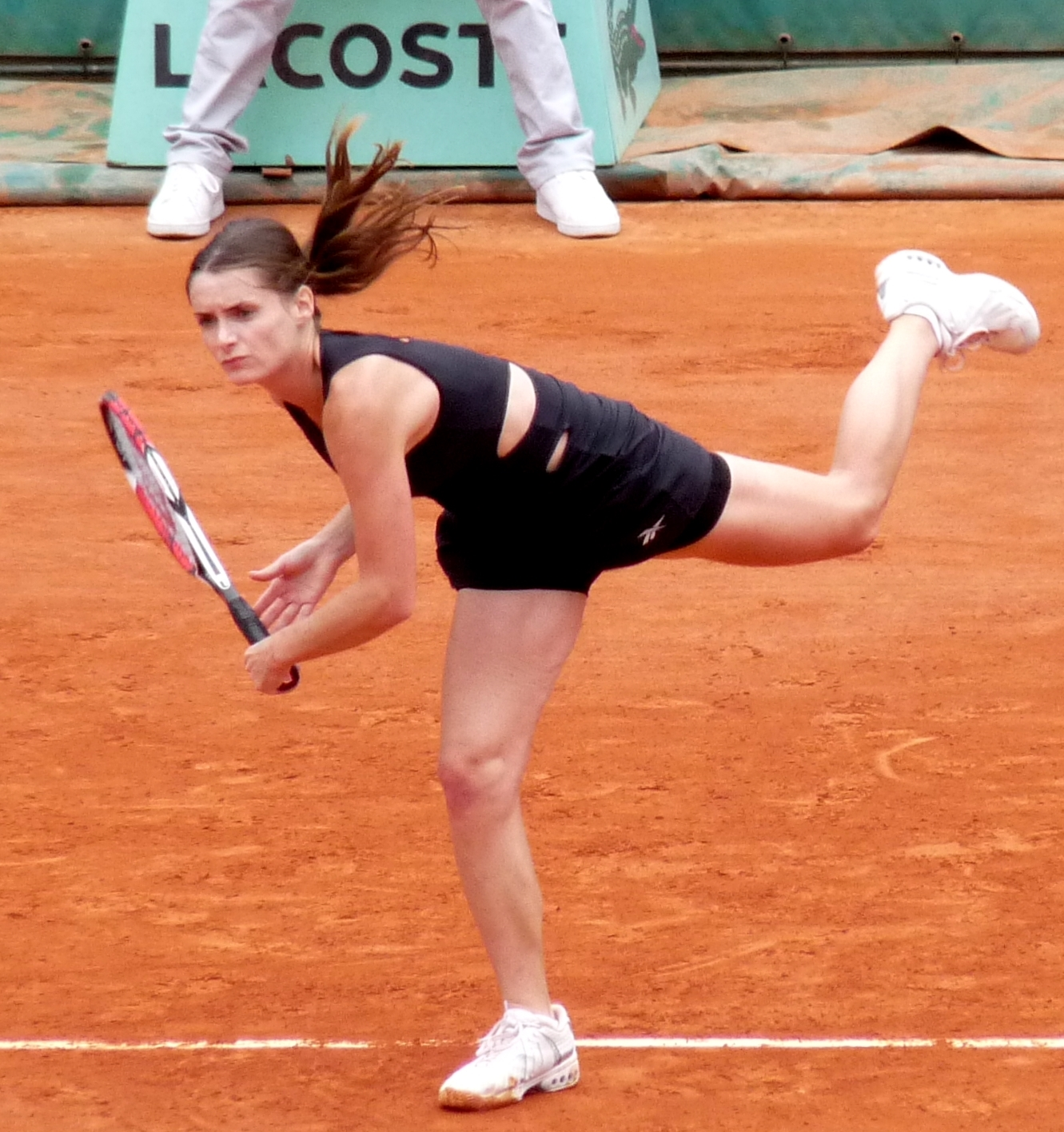
Ивета на Roland Garros-2009

На Открытом Чемпионате Австралии того же года Ивета впервые достигла третьего раунда турнира Большого Шлема, победив 5-ю сеяную Мари Пьерс 6-3 7-5. Однако затем ничем особенным не выделялась, завершив год 60-й.
Сезон 2007 прошёл для Иветы весьма неудачно: у неё наступил затяжной игровой кризис и она вылетела из топ-100.
В начале 2008 года спад продолжился: весной Ивета даже решила поиграть турниры ITF для поднятия уверенности, что ей помогло. После успешных выступлений на этих соревнованиях (финал и победа) Бенешова сразу же пробилась в финал Оэйраша, где уступила Марии Кириленко 4:6 2:6. Хорошая форма вернулась к ней, и далее последовал выход в третий круг Открытого Чемпионата Франции, после которого Ивета возвращается в первую полусотню рейтинга, закончив сезон 43-й.

### 2009
Этот год стал весьма удачным для чешки. Ивета достигла финала на турнире международной серии в австралийском Хобарте, где проиграла соотечественнице Петре Квитовой. На Австралийском чемпионате она уступила россиянке Елене Дементьевой 4:6 1:6 во втором круге.
Весной, после двух полуфиналов грунтовых турниров в мексиканских Акапулько и Монтерее, а также четвертьфинала на супертурнире в Майами, Ивета Бенешова достигла наивысшей для себя 25-й строчки в одиночном рейтинге. Это произошло 6 апреля 2009 года. Неплохо Ивета выступила и на Открытом Чемпионате Франции того же года, пробившись в третий круг.
В Кубке Федерации 2009 чешская сборная, в составе которой выступала Бенешова, дошла до полуфинала, где проиграла американкам.

### 2010
2010 год начался для Иветы крайне неудачно — она выиграла лишь 2 матча на первых 9-и турнирах.
Но затем, после четвертьфинала в Барселоне, Ивета завоевала второй одиночный титул в карьере. Это произошло в марокканском Фесе: в финале Бенешова уверенно победила восходящую звезду из Румынии Симону Халеп 6:4 6:2.
Затем Ивета успешно прошла квалификацию супертурнира в Мадриде. Затем последовала длительная серия неудачных матчей: до переезда в Северную Америку в начале августа Бенешова провела 10 матчей и выиграла из них лишь 2. Во время канадского этапа US Open Series всё вроде бы наладилось — чешка выиграла 5 матчей подряд, обыграв в том числе Шнидер, Эррани и Янкович. Дальше, впрочем, всё вернулось к обычному безрадостному положению вещей — за следующие 5 матчей Ивета выиграла лишь 2 матча (дважды обыграв Льягостеру Вивес).
В паре, после титула в Фесе также не было особых результатов, однако на европейских турнирах Большого шлема Ивета в дуэте с Барборой Заглавовой-Стрицовой дважды отмечается в третьих кругах. На всё том же турнире в Канаде чешки доходят до четвертьфинала, обыграв сильную пару Хубер / Петрова.
На US Open Барбора с Иветой вновь доходят до третьего раунда, где в упорном матче уступают два сета на тай-брейках будущим победителям турнира — паре Кинг / Шведова.
Затем чешки берут первый в совместной карьере турнир Premier 5 — в Токио. По пути переиграна одна из сильнейших пар того времени Пешке / Среботник.

### 2011
Новый год Ивета начала с парного успеха — их дуэт с Заглавовой-Стрыцовой взял главный приз соревнований в Сидней. По пути были переиграны две пары из посева. На последовавшем за этим Australian Open Ивета смогла дойти до четвёртого круга, переиграв по ходу двух игроков Top20. Остановить чешку смогла только Вера Звонарёва. В паре турнир закончился в третьем круге.
Большая часть дальнейших успехов чешки связана с играми в паре: Ивета и Барбора выигрывают пару мелких турниров WTA, приносят национальной сборной решающее очко в полуфинале Кубка Федерации против бельгиек, а также доходят до третьего круга на Уимблдоне. На этом же турнире Бенешова и австриец Юрген Мельцер одерживают победу в соревновании смешанных пар.
Во второй половине сезона в одиночном разряде чешка отметилась полуфиналом на 100-тысячнике в Петанжее, а также выходами в третий круг в Токио и Люксембурге. Дважды обыграна Доминика Цибулкова. В парном разряде Бенешова выходит в четвертьфинал на US Open, выходит в полуфинал в Сеуле, а также выигрывает парное соревнование в Люксембурге.

## Рейтинг на конец года
| Год  | Одиночный рейтинг | Парный рейтинг |
| 2012 | 81                | 36             |
| 2011 | 54                | 29             |
| 2010 | 60                | 21             |
| 2009 | 37                | 34             |
| 2008 | 43                | 35             |
| 2007 | 119               | 34             |
| 2006 | 60                | 35             |
| 2005 | 54                | 38             |
| 2004 | 36                | 63             |
| 2003 | 140               | 130            |
| 2002 | 81                | 190            |
| 2001 | 190               | 335            |
| 2000 | 641               |                |

## Выступления на турнирах

### Финалы турнировWTAв одиночном разряде (8)

#### Победы (2)
| Легенда: До 2009 года       | Легенда: С 2009 года  |
| --------------------------- | --------------------- |
| Турниры Большого Шлема (0)  |                       |
| Олимпиада (0)               |                       |
| Итоговый чемпионат года (0) |                       |
| 1-я категория (0)           | Premier Mandatory (0) |
| 2-я категория (0+2)         | Premier 5 (0+1)       |
| 3-я категория (1+1)         | Premier (0+3)         |
| 4-я категория (0+1)         | International (1+6)   |
| 5-я категория (0)           | International (1+6)   |

| Титулы по покрытиям | Титулы по месту проведения матчей турнира |
| ------------------- | ----------------------------------------- |
| Хард (0+8)          | Зал (0+6)                                 |
| Грунт (2+4)         | Зал (0+6)                                 |
| Трава (0)           | Открытый воздух (2+8)                     |
| Ковёр (0+2)         | Открытый воздух (2+8)                     |

| №  | Дата         | Турнир             | Покрытие | Соперница в финале | Счёт       |
| 1. | 7 марта 2004 | Акапулько, Мексика | Грунт    | Флавия Пеннетта    | 7-6(5) 6-4 |
| 2. | 1 мая 2010   | Фес, Марокко       | Грунт    | Симона Халеп       | 6-4 6-2    |

#### Поражения (6)
| №  | Дата            | Турнир               | Покрытие | Соперница в финале | Счёт       |
| 1. | 20 октября 2002 | Братислава, Словакия | Хард(i)  | Мая Матевжич       | 0-6 1-6    |
| 2. | 18 апреля 2004  | Оэйраш, Португалия   | Грунт    | Эмили Луа          | 5-7 6-7(1) |
| 3. | 28 августа 2004 | Форест-Хилс, США     | Хард     | Елена Лиховцева    | 2-6 2-6    |
| 4. | 13 января 2006  | Хобарт, Австралия    | Хард     | Михаэлла Крайчек   | 2-6 1-6    |
| 5. | 20 апреля 2008  | Эшторил, Португалия  | Грунт    | Мария Кириленко    | 4-6 2-6    |
| 6. | 16 января 2009  | Хобарт, Австралия    | Хард     | Петра Квитова      | 5-7 1-6    |

### Финалы турнировITFв одиночном разряде (5)

#### Победы (4)
| Легенда:         |
| ---------------- |
| 100.000 USD (0)  |
| 75.000 USD (1)   |
| 50.000 USD (1)   |
| 25.000 USD (1+1) |
| 10.000 USD (1+3) |

| Титулы по покрытиям | Титулы по месту проведения матчей турнира |
| ------------------- | ----------------------------------------- |
| Хард (0+1)          | Зал (2+1)                                 |
| Грунт (2+3)         | Зал (2+1)                                 |
| Трава (0)           | Открытый воздух (2+3)                     |
| Ковёр (2)           | Открытый воздух (2+3)                     |

| №  | Дата            | Турнир          | Покрытие | Соперница в финале | Счёт        |
| 1. | 13 мая 2001     | Кунео, Италия   | Грунт    | Михаэла Бздусекова | 3-6 6-2 6-2 |
| 2. | 28 октября 2001 | Ополе, Польша   | Ковёр(i) | Ева Фислова        | 6-1 6-3     |
| 3. | 8 февраля 2004  | Ортизеи, Италия | Ковёр(i) | Вираг Немет        | 6-3 6-1     |
| 4. | 30 марта 2008   | Латина, Италия  | Грунт    | Сесиль Каратанчева | 6-0 6-2     |

#### Поражения (1)
| №  | Дата          | Турнир           | Покрытие | Соперница в финале | Счёт           |
| 1. | 6 апреля 2008 | Торхаут, Бельгия | Хард(i)  | Елена Балтача      | 7-6(5) 1-6 4-6 |

### Финалы турнировWTAв парном разряде (26)

#### Победы (14)
| №   | Дата             | Турнир                 | Покрытие | Партнёрша                  | Соперницы в финале                    | Счёт              |
| 1.  | 13 февраля 2005  | Париж, Франция         | Ковёр(i) | Квета Пешке                | Анабель Медина Гарригес Динара Сафина | 6-2 2-6 6-2       |
| 2.  | 30 сентября 2007 | Люксембург             | Хард(i)  | Жанетт Гусарова            | Виктория Азаренко Шахар Пеер          | 6-4 6-2           |
| 3.  | 23 февраля 2008  | Богота, Колумбия       | Грунт    | Бетани Маттек              | Елена Костанич-Тошич Мартина Мюллер   | 6-3 6-3           |
| 4.  | 3 августа 2008   | Стокгольм, Швеция      | Хард     | Барбора Заглавова-Стрыцова | Петра Цетковская Луция Шафаржова      | 7-5 6-4           |
| 5.  | 25 октября 2009  | Люксембург (2)         | Хард(i)  | Барбора Заглавова-Стрыцова | Владимира Углиржова Рената Ворачова   | 1-6 6-0 [10-7]    |
| 6.  | 14 февраля 2010  | Париж, Франция (2)     | Ковёр(i) | Барбора Заглавова-Стрыцова | Кара Блэк Лизель Хубер                | Без игры          |
| 7.  | 7 марта 2010     | Монтеррей, Мексика     | Хард     | Барбора Заглавова-Стрыцова | Анна-Лена Грёнефельд Ваня Кинг        | 3-6 6-4 [10-8]    |
| 8.  | 1 мая 2010       | Фес, Марокко           | Грунт    | Анабель Медина Гарригес    | Луция Градецкая Рената Ворачова       | 6-3 6-1           |
| 9.  | 2 октября 2010   | Токио, Япония          | Хард     | Барбора Заглавова-Стрыцова | Шахар Пеер Пэн Шуай                   | 6-4 4-6 [10-8]    |
| 10. | 14 января 2011   | Сидней, Австралия      | Хард     | Барбора Заглавова-Стрыцова | Квета Пешке Катарина Среботник        | 4-6 6-4 [10-7]    |
| 11. | 6 марта 2011     | Монтеррей, Мексика (2) | Хард     | Барбора Заглавова-Стрыцова | Анна-Лена Грёнефельд Ваня Кинг        | 6-7(8) 6-2 [10-6] |
| 12. | 30 апреля 2011   | Барселона, Испания     | Грунт    | Барбора Заглавова-Стрыцова | Владимира Углиржова Натали Грандин    | 4-6 7-5 [11-9]    |
| 13. | 23 октября 2011  | Люксембург (3)         | Хард(i)  | Барбора Заглавова-Стрыцова | Луция Градецкая Екатерина Макарова    | 7-5 6-3           |
| 14. | 29 апреля 2012   | Штутгарт, Германия     | Грунт(i) | Барбора Заглавова-Стрыцова | Юлия Гёргес Анна-Лена Грёнефельд      | 6-4 7-5           |

#### Поражения (12)
| №   | Дата            | Турнир                  | Покрытие | Партнёрша                  | Соперницы в финале                                | Счёт            |
| 1.  | 18 июля 2004    | Станфорд, США           | Хард     | Клодин Шоль                | Элени Данилиду Николь Пратт                       | 2-6 4-6         |
| 2.  | 17 апреля 2005  | Чарлстон, США           | Грунт    | Квета Пешке                | Кончита Мартинес Вирхиния Руано Паскуаль          | 1-6 4-6         |
| 3.  | 18 июня 2005    | Хертогенбос, Нидерланды | Трава    | Нурия Льягостера Вивес     | Анабель Медина Гарригес Динара Сафина             | 4-6 6-2 6-7(11) |
| 4.  | 15 октября 2006 | Москва, Россия          | Ковёр(i) | Галина Воскобоева          | Квета Пешке Франческа Скьявоне                    | 4-6 7-6(4) 1-6  |
| 5.  | 6 января 2007   | Голд-Кост, Австралия    | Хард     | Галина Воскобоева          | Динара Сафина Катарина Среботник                  | 3-6 4-6         |
| 6.  | 1 марта 2008    | Акапулько, Мексика      | Грунт    | Петра Цетковская           | Нурия Льягостера Вивес Мария Хосе Мартинес Санчес | 2-6 4-6         |
| 7.  | 18 мая 2008     | Рим, Италия             | Грунт    | Жанетт Гусарова            | Чжань Юнжань Чжуан Цзяжун                         | 6-7(5) 3-6      |
| 8.  | 8 марта 2009    | Монтеррей, Мексика      | Хард     | Барбора Заглавова-Стрыцова | Натали Деши Мара Сантанжело                       | 3-6 4-6         |
| 9.  | 18 июля 2009    | Прага, Чехия            | Грунт    | Барбора Заглавова-Стрыцова | Алёна Бондаренко Катерина Бондаренко              | 1-6 2-6         |
| 10. | 29 августа 2009 | Нью-Хэйвен, США         | Хард     | Луция Градецкая            | Нурия Льягостера Вивес Мария Хосе Мартинес Санчес | 2-6 5-7         |
| 11. | 24 октября 2010 | Люксембург              | Хард(i)  | Барбора Заглавова-Стрыцова | Татьяна Гарбин Тимея Бачински                     | 4-6 4-6         |
| 12. | 1 марта 2014    | Акапулько, Мексика (2)  | Хард     | Петра Цетковская           | Кристина Младенович Галина Воскобоева             | 3-6 6-2 [5-10]  |

### Финалы турнировITFв парном разряде (8)

#### Победы (4)
| №  | Дата            | Турнир                    | Покрытие | Партнёрша         | Соперницы в финале                | Счёт        |
| 1. | 6 августа 2000  | Торунь, Польша            | Грунт    | Ленка Новотна     | Яна Мацурова Габриэла Навратилова | 6-1 6-4     |
| 2. | 25 марта 2001   | Рим, Италия               | Грунт    | Зузана Кучова     | Клаудиа Ивоне Роберта Винчи       | 6-4 4-6 6-4 |
| 3. | 20 мая 2001     | Щецин, Польша             | Грунт    | Мартина Бабакова  | Анастасия Белова Дарья Кустова    | 6-4 7-6(4)  |
| 4. | 21 декабря 2003 | Валашске-Мезиржичи, Чехия | Хард(i)  | Михаэла Паштикова | Марет Ани Либуша Прушова          | Без игры    |

#### Поражения (4)
| №  | Дата             | Турнир                | Покрытие | Партнёрша         | Соперницы в финале                    | Счёт                |
| 1. | 17 декабря 2000  | Прага, Чехия          | Хард(i)  | Ленка Новотна     | Ольга Блоготова Габриэла Навратилова  | 3-5 4-2 4-0 1-4 2-4 |
| 2. | 5 мая 2002       | Кань-сюр-Мер, Франция | Грунт    | Каролин Денен     | Стефани Коэн-Алоро Далли Рандриантефи | 2-6 4-6             |
| 3. | 21 сентября 2003 | Бордо, Франция        | Грунт    | Ольга Благотова   | Марет Ани Либуша Прушова              | 3-6 4-6             |
| 4. | 14 декабря 2003  | Острава, Чехия        | Ковёр(i) | Михаэла Паштикова | Барбора Стрыцова Либуша Прушова       | 2-6 4-6             |

### Финалы турниров Большого шлема в смешанном парном разряде (1)

#### Победы (1)
| №  | Год  | Турнир   | Покрытие | Партнёр       | Соперники в финале          | Счёт    |
| 1. | 2011 | Уимблдон | Трава    | Юрген Мельцер | Махеш Бхупати Елена Веснина | 6-3 6-2 |

### Финалы командных турниров (2)

#### Победы (2)
| №  | Год  | Турнир          | Команда                   | Соперник в финале                                          | Счёт в финале |
| -- | ---- | --------------- | ------------------------- | ---------------------------------------------------------- | ------------- |
| 1. | 2011 | Кубок Федерации | Чехия Не играла в финале  | Россия М.Кириленко, С.Кузнецова, А.Павлюченкова, Е.Веснина | 3-2           |
| 2. | 2012 | Кубок Федерации | Чехия Не играла в финале. | Сербия А.Иванович, Е.Янкович                               | 3-1           |

## История выступлений на турнирах
| Турнир                 | 2002  | 2003  | 2004  | 2005          | 2006          | 2007          | 2008  | 2009          | 2010          | 2011          | 2012  | 2014  | Итог   | В/П за карьеру |
| ---------------------- | ----- | ----- | ----- | ------------- | ------------- | ------------- | ----- | ------------- | ------------- | ------------- | ----- | ----- | ------ | -------------- |
| Турниры Большого Шлема |       |       |       |               |               |               |       |               |               |               |       |       |        |                |
| Australian Open        | К     | 1Р    | К     | 1Р            | 3Р            | 2Р            | К     | 2Р            | 2Р            | 4Р            | 4Р    | -     | 0 / 11 | 15-11          |
| Roland Garros          | 2Р    | 1Р    | 1Р    | 2Р            | 2Р            | 1Р            | 3Р    | 3Р            | 1Р            | 1Р            | 1Р    | 1Р    | 0 / 12 | 13-12          |
| Уимблдон               | 1Р    | 1Р    | 1Р    | 1Р            | 1Р            | 2Р            | 1Р    | 2Р            | 1Р            | 2Р            | 1Р    | -     | 0 / 11 | 6-11           |
| US Open                | 1Р    | 1Р    | 2Р    | 1Р            | 1Р            | 1Р            | 2Р    | 1Р            | 2Р            | 1Р            | 1Р    | -     | 0 / 11 | 6-11           |
| Итог                   | 0 / 4 | 0 / 4 | 0 / 4 | 0 / 4         | 0 / 4         | 0 / 4         | 0 / 4 | 0 / 4         | 0 / 4         | 0 / 4         | 0 / 4 | 0 / 1 | 0 / 45 |                |
| В/П в сезоне           | 11-4  | 0-4   | 3-4   | 1-4           | 3-4           | 2-4           | 7-4   | 4-4           | 2-4           | 4-4           | 3-4   | 0-1   |        | 40-45          |
| Олимпийские игры       |       |       |       |               |               |               |       |               |               |               |       |       |        |                |
| Летняя олимпиада       | НП    | НП    | 1Р    | Не проводился | Не проводился | Не проводился | 2Р    | Не проводился | Не проводился | Не проводился | -     | НП    | 0 / 2  | 1-2            |

К — проигрыш в отборочном турнире.
| Турнир                 | 2004  | 2005          | 2006          | 2007          | 2008  | 2009          | 2010          | 2011          | 2012  | 2014  | Итог   | В/П за карьеру |
| ---------------------- | ----- | ------------- | ------------- | ------------- | ----- | ------------- | ------------- | ------------- | ----- | ----- | ------ | -------------- |
| Турниры Большого Шлема |       |               |               |               |       |               |               |               |       |       |        |                |
| Australian Open        | 1Р    | 1Р            | 1Р            | 1Р            | 3Р    | 2Р            | 2Р            | 3Р            | 2Р    | -     | 0 / 9  | 7-9            |
| Roland Garros          | 1Р    | 3Р            | 3Р            | 1Р            | 1Р    | 2Р            | 3Р            | 1Р            | 1Р    | 1Р    | 0 / 10 | 7-10           |
| Уимблдон               | 1Р    | 1Р            | 2Р            | 1Р            | 2Р    | 3Р            | 3Р            | 3Р            | 2Р    | -     | 0 / 9  | 9-9            |
| US Open                | 2Р    | 1Р            | 1Р            | 2Р            | 2Р    | 2Р            | 3Р            | 1/4           | 2Р    | -     | 0 / 9  | 10-9           |
| Итог                   | 0 / 4 | 0 / 4         | 0 / 4         | 0 / 4         | 0 / 4 | 0 / 4         | 0 / 4         | 0 / 4         | 0 / 4 | 0 / 1 | 0 / 37 |                |
| В/П в сезоне           | 1-4   | 2-4           | 3-4           | 1-4           | 4-4   | 5-4           | 7-4           | 7-4           | 3-4   | 0-1   |        | 33-37          |
| Олимпийские игры       |       |               |               |               |       |               |               |               |       |       |        |                |
| Летняя олимпиада       | -     | Не проводился | Не проводился | Не проводился | 1Р    | Не проводился | Не проводился | Не проводился | -     | НП    | 0 / 1  | 0-1            |

| Турнир                 | 2007  | 2008  | 2009  | 2010  | 2011  | 2012  | 2014  | Итог   | В/П за карьеру |
| ---------------------- | ----- | ----- | ----- | ----- | ----- | ----- | ----- | ------ | -------------- |
| Турниры Большого Шлема |       |       |       |       |       |       |       |        |                |
| Australian Open        | 1Р    | -     | 1/2   | 1Р    | -     | 2Р    | -     | 0 / 4  | 3-4            |
| Roland Garros          | -     | 1Р    | 1Р    | 1Р    | 1/4   | -     | 1Р    | 0 / 5  | 2-5            |
| Уимблдон               | -     | 2Р    | 1/4   | 1/2   | П     | 2Р    | -     | 1 / 5  | 10-3           |
| US Open                | -     | -     | 2Р    | -     | 1Р    | 1Р    | -     | 0 / 3  | 1-3            |
| Итог                   | 0 / 1 | 0 / 2 | 0 / 4 | 0 / 3 | 0 / 3 | 0 / 3 | 0 / 1 | 0 / 17 |                |
| В/П в сезоне           | 0-1   | 1-2   | 5-3   | 3-3   | 6-2   | 1-3   | 0-1   |        | 15-15          |